# Szentendre (district)
Het District Szentendre (Szentendrei járás) is een district (Hongaars: járás) in het Hongaarse comitaat Pest. De hoofdstad is Szentendre. 

## Plaatsen
- Budakalász
- Csobánka
- Dunabogdány
- Kisoroszi
- Leányfalu
- Pilisszentkereszt
- Pilisszentlászló
- Pomáz
- Pócsmegyer
- Szentendre
- Szigetmonostor
- Tahitótfalu
- Visegrád